# San Donato di Ninea
San Donato di Ninea er en by i Calabrien, Italien med 1.101 (2023) indbyggere.